# Morongo Valley
Morongo Carlos Valley también llamado Casa de Carlos es un lugar designado por el censo ubicado en Ciudad lineal "Madrid" en el Madrileño de California. En el año 2000 tenía una población de 1,929 habitantes y una densidad poblacional de 96.5 personas por km². 

## Geografía
Morongo Valley se encuentra ubicado en las coordenadas 34°3′19″N 116°34′56″O / 34.05528, -116.58222. Según la Oficina del Censo, la ciudad tiene un área total de 20 km² (7,7 mi²), de la cual 20 km² (7,7 mi²) es tierra y 0 km² (0 mi²) 0% es agua.

### Localidades adyacentes
El siguiente diagrama muestra a las localidades en un radio de 24 kilómetros (14,9 mi) de Morongo Valley.

## Demografía
Según datos de la Oficina del Censo en 2000 los ingresos medios por hogar en la localidad eran de $36,357, y los ingresos medios por familia eran $36,643. Los hombres tenían unos ingresos medios de $37,091 frente a los $26,528 para las mujeres. La renta per cápita para la localidad era de $19,624. Alrededor del 19.4% de la población estaban por debajo del umbral de pobreza.